# メルトン・プライア

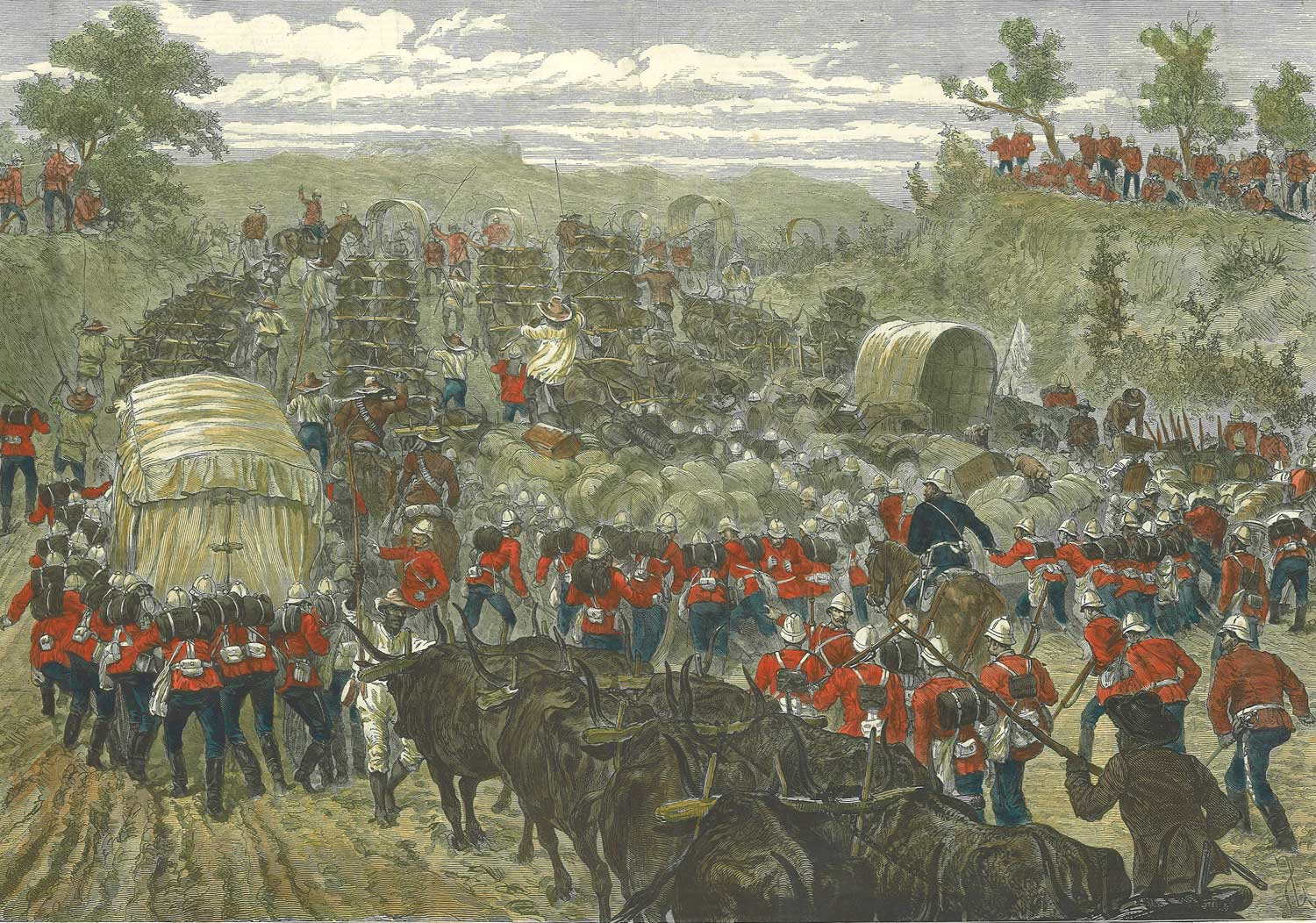
メルトン・プライアの原画による1879年のイラストレイテド・ロンドン・ニュースのイラスト「ズールーからの軍の帰還」

メルトン・プライア（Melton Prior、1845年9月12日 - 1910年11月2日）は、イギリスの画家、イラストレーターである。1870年代初めから、1904年まで、イギリスの新聞「イラストレイテド・ロンドン・ニュース」の戦争取材の特派員として働いた 。プライアが戦場の出来事を素早く描いてロンドンに送られた鉛筆画は、ロンドンの画家によって加筆され、木版で版が制作され、イラストレイテド・ロンドン・ニュースの土曜版に掲載された。世界中の戦争や紛争以外に、1901年のイギリスの王室の皇太子のカナダ訪問にも取材のために随行した。ウィリアム・シンプソンとともに、イラストレイテド・ロンドン・ニュースで働いた最も重要なイラストレーターとされる。

## 略歴
ロンドンのカムデン・タウンに画家のウイリアム・ヘンリー・プライア（William Henry Prior (1812–1882）の息子に生まれ、父親から絵を学んだ。27歳になった1873年にの特派員となる契約をイラストレイテド・ロンドン・ニュースとイギリスとアシャンティ王国（現在のガーナ内陸部にあった帝国）との間の第2次イギリス・アシャンティ戦争の特派員になる契約を結んだ。すでに実績のあった従軍記者のG.A.ヘンティ（George Alfred Henty: 1832–1902) らと、戦争を取材し、1874年2月28日のイラストレイテッド・ロンドン・ニュース土曜版の表紙に、初めてプライアのイラストが掲載された。その後、スペインの王位継承をめぐるカルリスタの反乱を取材し、東ヨーロッパに向かい、ヘルツェゴビナでの出来事や1877年からの露土戦争の出来事をスケッチした。
1879年には、現在の南アフリカのダーバンに派遣され、ズールー戦争を取材した。ズールー戦争の最後の戦いのイギリの勝利などを目撃し、ズールー戦争に参加し、戦死したナポレオン・ウジェーヌ・ルイ・ボナパルトの遺体を発見した部隊にも同行した。その後ボーア戦争の始まりを目撃し、ボーア人が勝利したマジュバの丘の戦い（Battle of Majuba Hill）も目撃した。
1982年には、エジプト反乱軍に対するアレクサンドリア砲撃を行ったイギリス海軍の艦隊に乗船しており、その後ガーネット・ウォルスリ（Garnet Wolseley）将軍の遠征にも同行した。その後も多くの戦争に従軍記者として参加し、1904年の日露戦争にも従軍記者として参加した。

## 作品

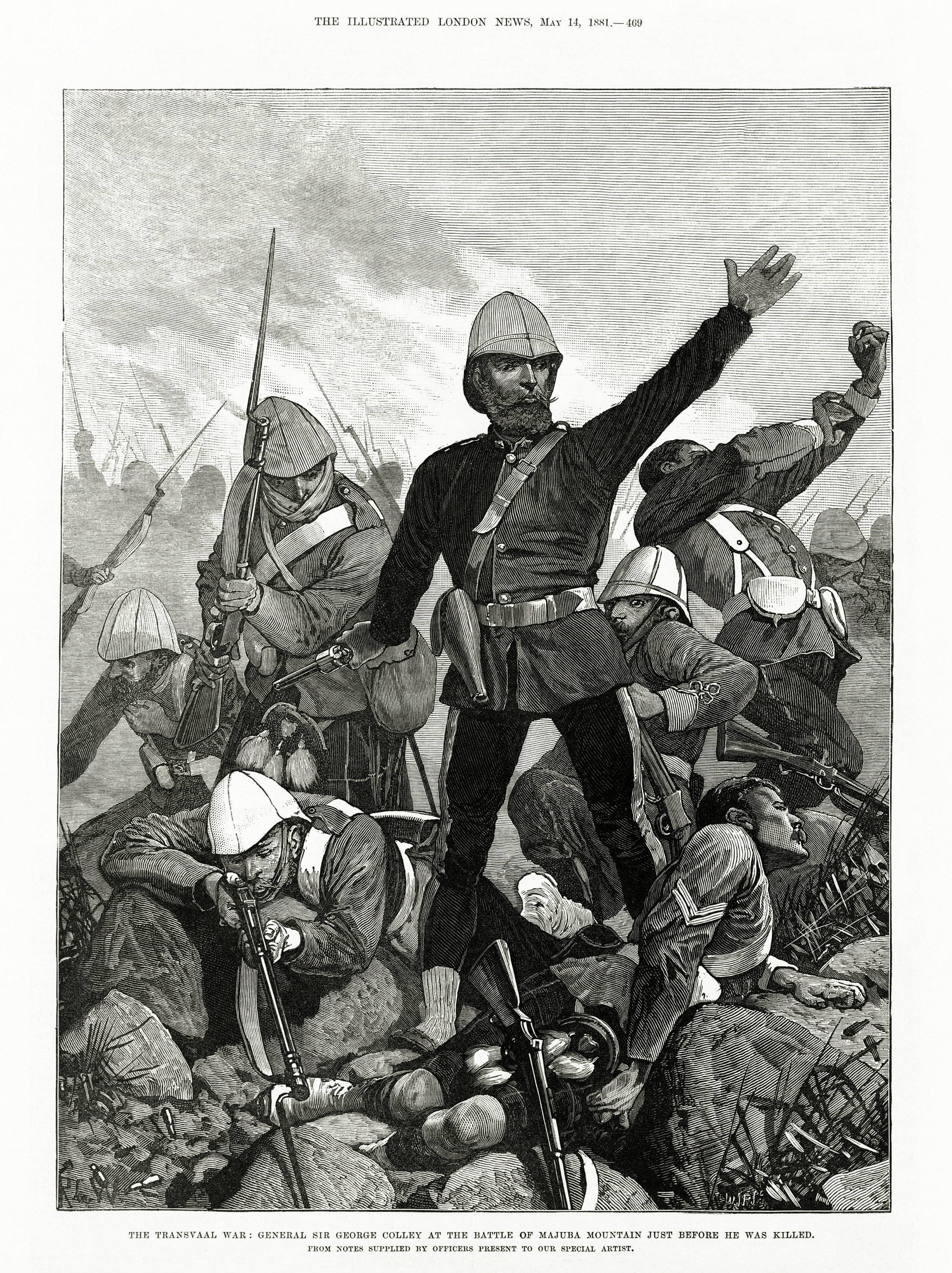
マジュバの丘の戦いの前の戦死したイギリスの将軍
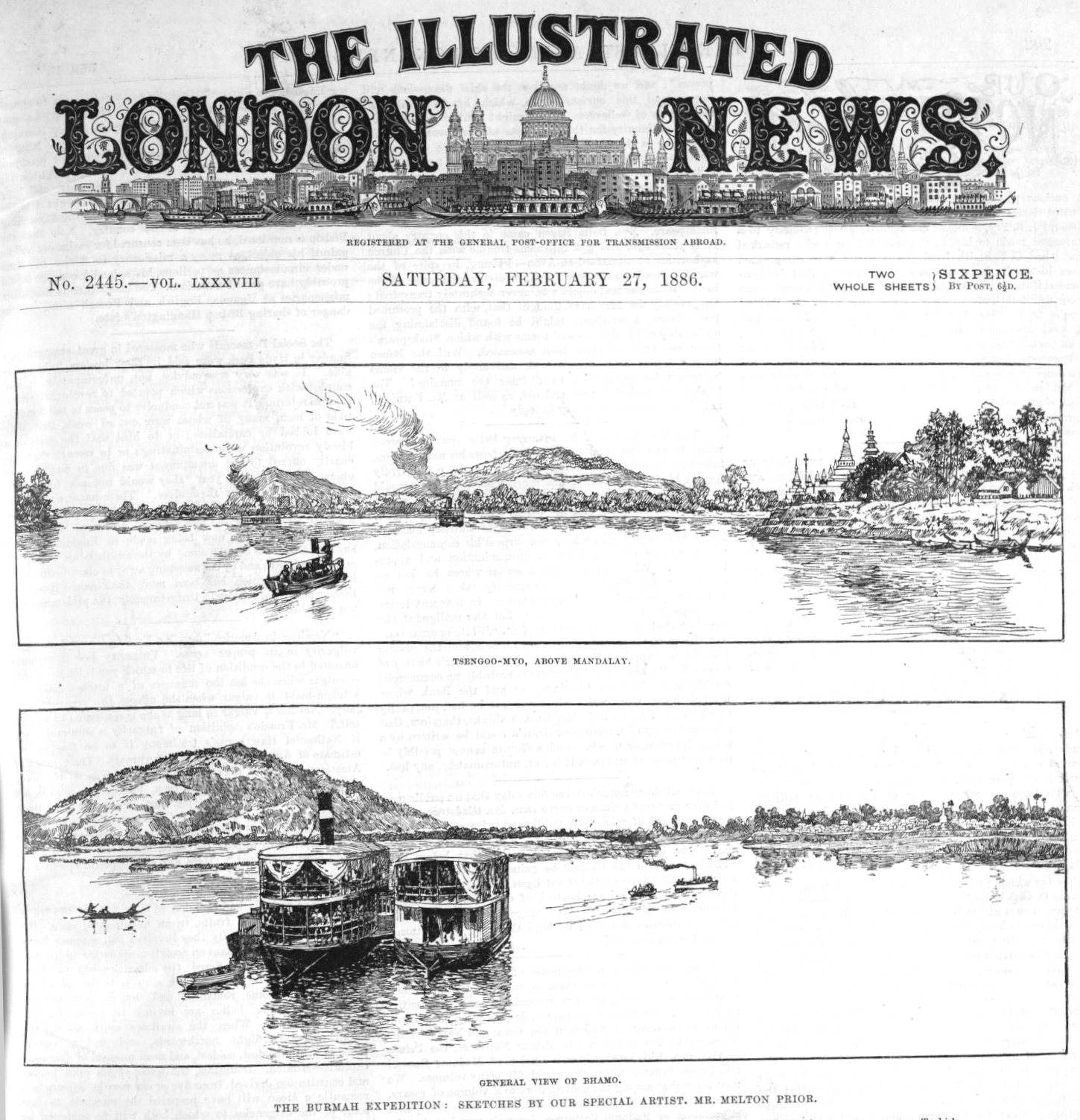
1886年2月のイラストレイテド・ロンドン・ニュース、 ビルマ遠征
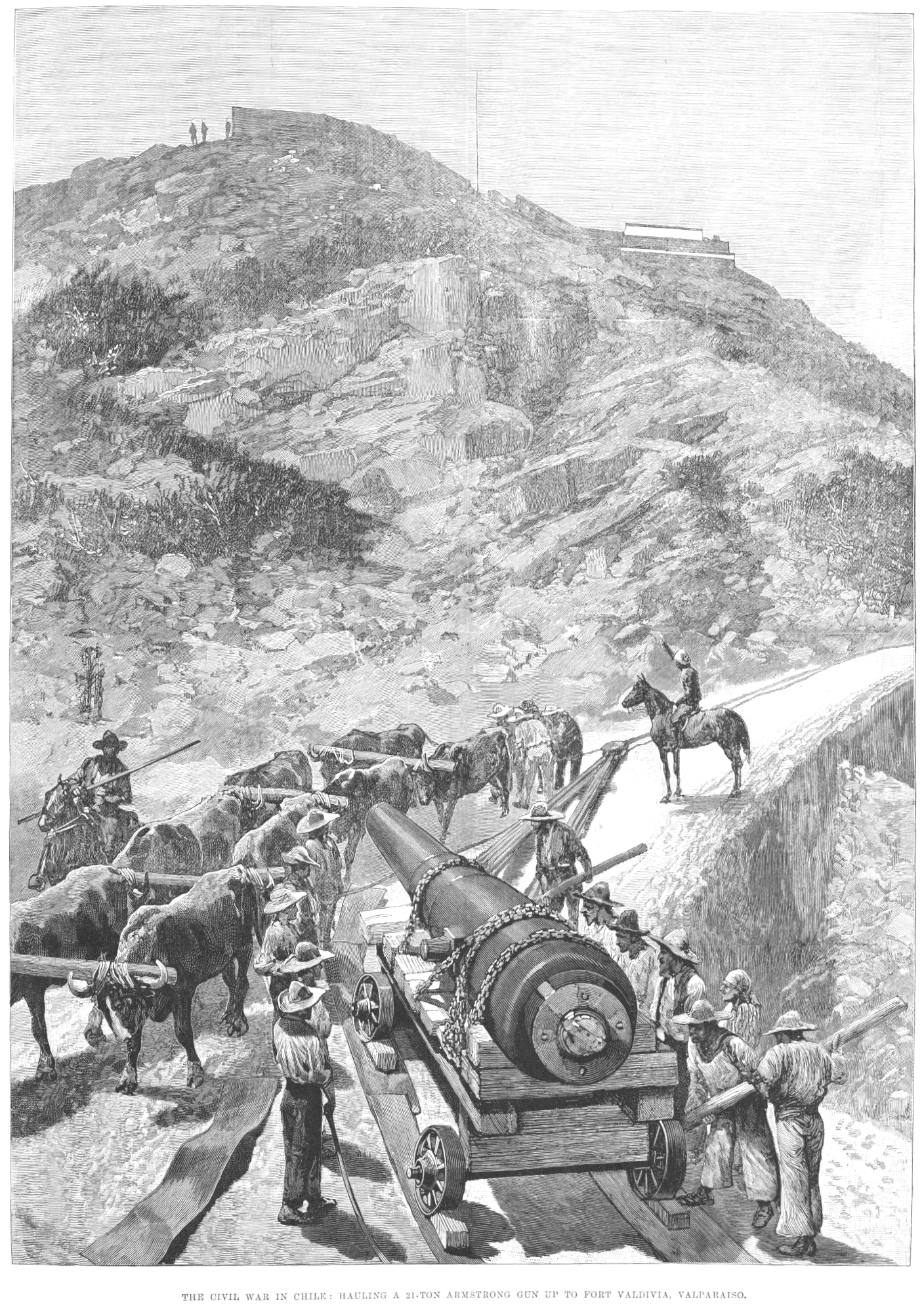
チリ内戦で砦に運ばれる大砲(1891)
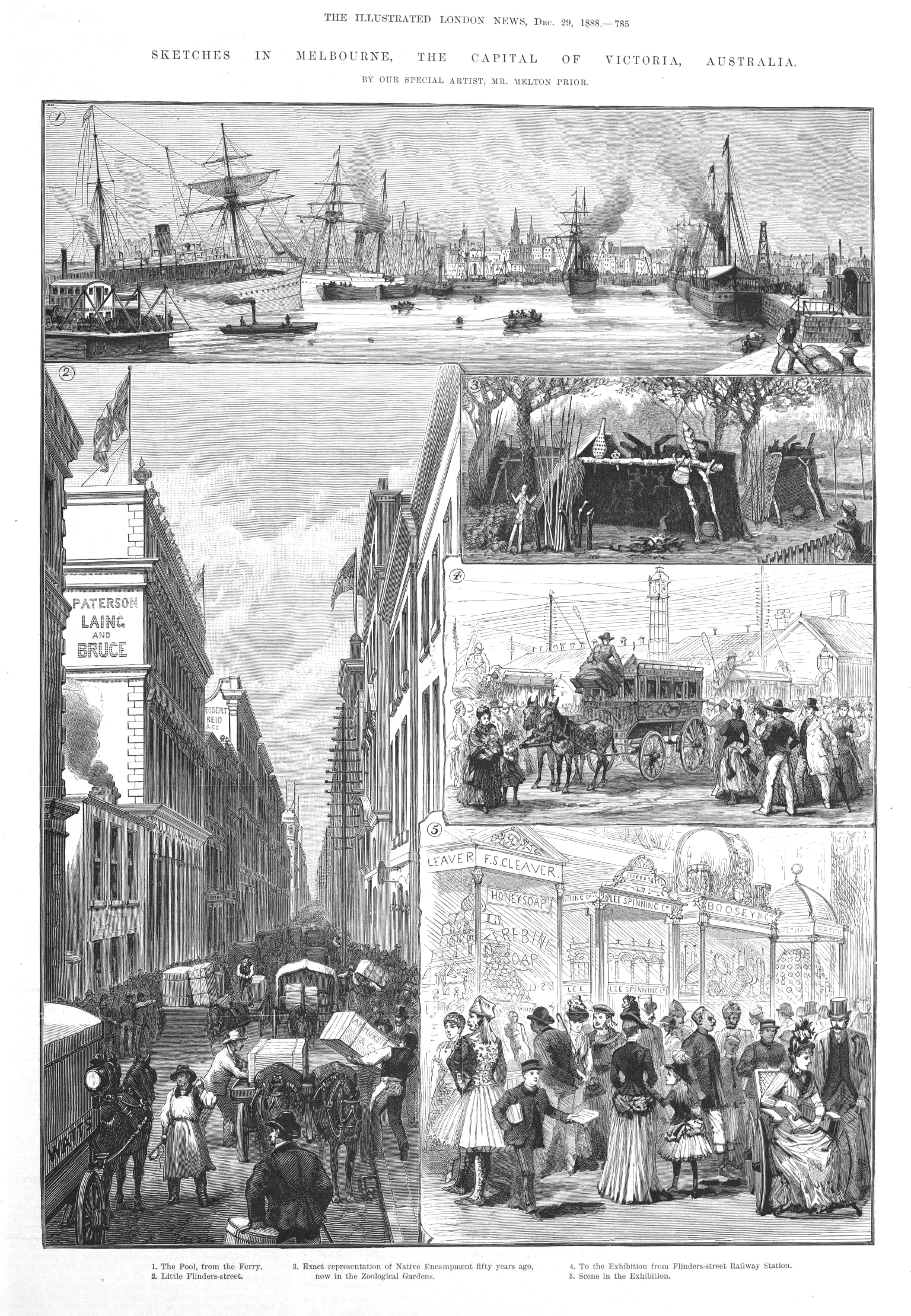
メルボルンのスケッチ(1888)